# Cuculus clamosus
El cuco negro (Cuculus clamosus) es una especie de ave cuculiforme de la familia Cuculidae que vive en el África subsahariana.

## Descripción
El cuco negro mide en promedio 30 cm de longitud. El plumaje de sus partes superiores es negro, con alguna iridiscencia verde y las puntas de la cola blancas. El color de sus partes inferiores presenta variaciones según las subespecies y también individuales. Los individuos de la subespecie C. c. clamosus pueden ser totalmente negros, o bien, presentar cierto barrado castaño en el pecho (sobre todo hembras) o presentar un ligero barrado blanco en el vientre. En cambio los individuos de la subespecie C. c. gabonensis tienen la garganta roja y su pecho y vientre son blancos con barrado negro. Los juveniles son pardos.

## Taxonomía
Se reconocen dos subespecies:
- Cuculus clamosus clamosus — es una forma migratoria, cría en Sudáfrica entre septiembre y diciembre y se desplaza hacia el norte en marzo hasta el África tropical.
- Cuculus clamosus gabonensis — es sedentaria y habita en África central.

## Comportamiento
El cuco negro, como otros cucos, practica el parasitismo de puesta. Sus principales huéspedes son los alcaudones de arbusto, especialmente el  bubú abisinio y el bubú pechirrojo.